# Filocarides
Filocarides (en llatí Philocharidas, grec antic: Φιλοχαρίδας) fill d'Erixídedes, fou un polític espartà.
Va ser un dels delegats que va ratificar la teva entre Atenes i Esparta i els seus respectius aliats, l'any 423 aC. El 421 aC era altre cop el delegat en el jurament de la pau que van fer els ambaixadors dels països implicats i després va anar com a enviat als estats de la regió de Tràcia per comprovar el compliment dels termes del tractat. Una mica després va prendre també el jurament dels delegats en el tractat separat entre Atenes i Esparta. El 420 aC va anar com un dels ambaixadors a Atenes per contraposar les negociacions dels argius i van ser enganyats per Alcibíades, segons diu Tucídides.